# Список наград и номинаций Куинси Джонса
Список наград и номинаций американского композитора, продюсера и трубача Куинси Джонса включает в себя премии, номинации, а также почётные звания и степени, полученные им с момента начала музыкальной карьеры в 1951 году.
В общей сложности Джонс является обладателем 36 наград в 105 различных номинациях, в их числе 27 статуэток «Грэмми» (по количеству завоёванных наград «Грэмми» Куинси Джонс стоит на третьем месте после Георга Шолти и Элисон Краусс, однако, он удерживает рекорд по количеству номинаций за все годы — 79), премии «Оскар», ASCAP, BET Awards, Black Movie Awards, Black Reel Awards, Image Awards, Laurel Awards, PGA Oscar Micheaux Awards, Women in Film Awards, «Золотой глобус», «Эмми» и приз Шанхайского кинофестиваля. Также в 1986 году Джонс был номинирован на антипремию «Золотая малина» в категории «Худший саундтрек» к фильму «Букмекерская лихорадка» (1985), но уступил победу композитору фильма «Рокки 4».

## Почётные звания и особый вклад

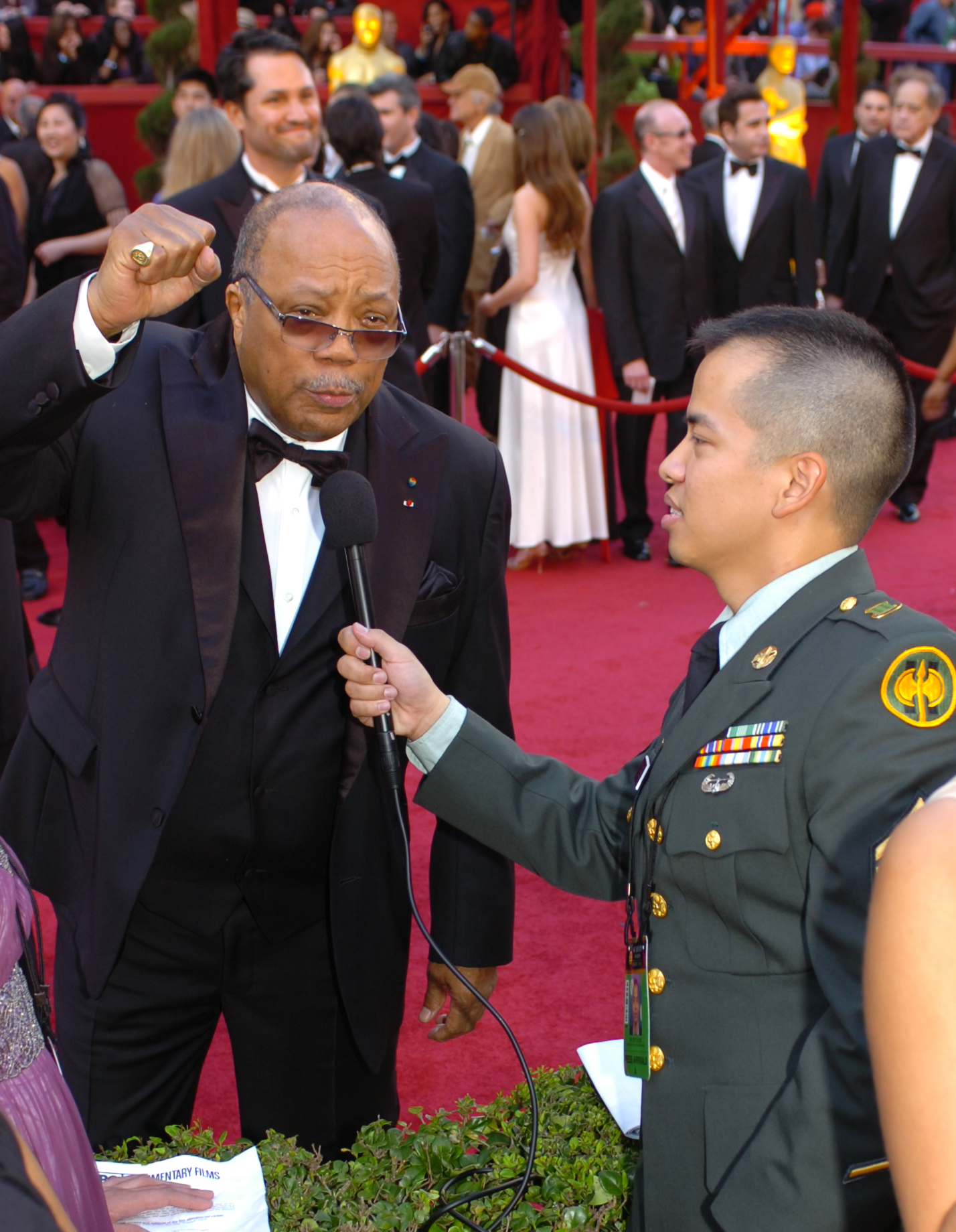
Куинси Джонс на 82-й церемонии вручения «Оскар», 2010

В 1969 году аранжировка Куинси Джонса «Fly Me to the Moon», оригинальная запись которой была сделана Фрэнком Синатрой совместно с оркестром Каунта Бэйси, стала первой музыкальной композицией, прозвучавшей во время первого прилунения астронавта НАСА Базза Олдрина.
14 марта 1980 года состоялась церемония открытия звезды Куинси Джонса на «Аллее славы» в Голливуде. Звезда находится по адресу 1500 Vine Street.
В мае 1990 года Куинси Джонс получил почётную степень университета Сиэтла, в котором он когда-то обучался.
В 2000 году Гарвардский университет присвоил Джонсу степень профессора в области афроамериканской музыки с предоставлением гранта в 3 миллиона долларов от компании Time Warner.
В январе 2005 года на ежегодном Вечере Звёзд фонд United Negro College почтил Куинси Джонса как выдающегося музыканта, чья творческая карьера длится на протяжении пятидесяти лет.
В Музыкальном колледже Беркли Куинси Джонс считается самым успешным из выпускников данного учебного заведения, несмотря на то, что Джонс обучался там всего лишь год. Его заявление о приёме на учёбу до сих пор находится в стенах колледжа и выставлено в качестве музейного экспоната. 19 сентября 2005 года Куинси Джонсу вручили премию Dance Music Hall of Fame за существенный вклад в развитие американской и мировой танцевальной музыки в качестве продюсера, а в 1994 году ему вручили Polar Music Prize.
В 2006 году Джонс был номинирован на премию Тони как лучший музыкальный продюсер за фильм «Цветы лиловые полей». Позднее он также стал Наставником года Гарвардской школы здравоохранения.
20 мая 2007 года Джонс получил степень доктора гуманитарных наук колледжа Морхаус (Атланта, Джорджия). В том же году Джонс удостоился ежегодной премии имени братьев Джорджа и Айры Гершвинов за выдающийся вклад в развитие музыки.
3 июня 2008 года Принстонский университет присвоил Джонсу почётную докторскую степень как «вдохновляющему, креативному и непревзойдённому мастеру своего дела». 14 мая Джонс получил степень доктора искусств университета Вашингтона в Сент-Луисе, а 14 июня произнёс торжественную речь, открыв 133-ю церемонию присвоения учёных степеней и вручения дипломов в Вашингтонском университете. 26 сентября состоялось открытие Центра изобразительных искусств средней школы Гарфилда, учреждённого Куинси Джонсом. 15 декабря Джонс был введён в Калифорнийский Зал Славы музея Сакраменто.
3 июля 2009 года, на церемонии в Кардиффе, Джонс стал членом совета Уэльского королевского колледжа музыки и драмы, а 24 сентября он получил награду Clinton Global Citizen Award за достижение выдающихся результатов в благотворительной деятельности. В декабре того же года фирма-производитель швейцарских часов Audemars Piguet выпустила ограниченную (500 экземпляров) серию часов Millenary Quincy Jones — Limited Edition с выгравированным на них автографом Куинси Джонса.
8 мая 2010 года Джонсу была присвоена степень доктора музыки Индианского университета.

## Награды и номинации

### «Грэмми»
Куинси Джонс — лауреат 27 премий «Грэмми» в 79 номинациях (1961—2002).
| Год[≡] | Категория                                                                                           | Номинированная работа                            | Формат                         | Результат |
| ------ | --------------------------------------------------------------------------------------------------- | ------------------------------------------------ | ------------------------------ | --------- |
| 1961   | Лучший альбом большого джазового ансамбля                                                           | The Great Wide World of Quincy Jones             | Альбом                         | Номинация |
| 1962   | Лучшее исполнение оркестром — для танцев                                                            | I Dig Dancers                                    | Альбом                         | Номинация |
| 1963   | Лучшее оригинальное джазовое сочинение                                                              | «Quintessence»                                   | Трек                           | Номинация |
| 1963   | Лучшее исполнение оркестром — для танцев                                                            | Big Band Bossa Nova                              | Альбом                         | Номинация |
| 1964   | Лучший альбом большого джазового ансамбля                                                           | Quincy Jones Plays the Hip Hits                  | Альбом                         | Номинация |
| 1964   | Лучшая инструментальная аранжировка                                                                 | «I Can’t Stop Loving You»                        | Трек                           | Победа    |
| 1965   | Лучший альбом большого джазового ансамбля                                                           | Quincy Jones Explores the Music of Henry Mancini | Альбом                         | Номинация |
| 1965   | Лучшая инструментальная аранжировка                                                                 | «Golden Boy (String Version)»                    | Трек                           | Номинация |
| 1965   | Лучшее инструментальное исполнение                                                                  | «Golden Boy (String Version)»                    | Трек                           | Номинация |
| 1965   | Лучшее оригинальное джазовое сочинение                                                              | «The Witching Hour»                              | Трек                           | Номинация |
| 1968   | Лучший альбом, являющийся саундтреком к фильму, телепрограмме или другому визуальному представлению | In the Heat of the Night                         | Альбом                         | Номинация |
| 1970   | Лучшая инструментальная аранжировка                                                                 | «Walking in Space»                               | Трек                           | Номинация |
| 1970   | Лучший альбом большого джазового ансамбля                                                           | Walking in Space                                 | Трек                           | Победа    |
| 1970   | Лучший альбом, являющийся саундтреком к фильму, телепрограмме или другому визуальному представлению | The Lost Man                                     | Альбом                         | Номинация |
| 1970   | Лучший альбом, являющийся саундтреком к фильму, телепрограмме или другому визуальному представлению | MacKenna’s Gold                                  | Альбом                         | Номинация |
| 1970   | Лучшая инструментальная композиция                                                                  | «MacKenna’s Gold Overture»                       | Трек                           | Номинация |
| 1971   | Лучшая инструментальная аранжировка                                                                 | «Gula Matari»                                    | Трек                           | Номинация |
| 1971   | Лучшая инструментальная композиция                                                                  | «Gula Matari»                                    | Трек                           | Номинация |
| 1971   | Лучший альбом большого джазового ансамбля                                                           | Gula Matari                                      | Альбом                         | Номинация |
| 1972   | Лучшее инструментальное поп-исполнение                                                              | Smackwater Jack                                  | Альбом                         | Победа    |
| 1973   | Лучший альбом, являющийся саундтреком к фильму, телепрограмме или другому визуальному представлению | Dollar$                                          | Альбом                         | Номинация |
| 1973   | Лучшее инструментальное поп-исполнение с вокальной окраской                                         | «Money Runner»                                   | Трек                           | Номинация |
| 1974   | Лучшая инструментальная аранжировка                                                                 | «Summer in the City»                             | Трек                           | Победа    |
| 1974   | Лучшее инструментальное поп-исполнение                                                              | You’ve Got It Bad, Girl                          | Альбом                         | Номинация |
| 1975   | Лучшее вокальное поп-исполнение дуэтом или группой                                                  | Body Heat                                        | Альбом                         | Номинация |
| 1976   | Лучшая инструментальная композиция                                                                  | «Midnight Soul Patrol»                           | Трек                           | Номинация |
| 1978   | Лучшее духовое исполнение                                                                           | «O Lord, Come by Here»                           | Трек                           | Номинация |
| 1978   | Лучшая инструментальная аранжировка                                                                 | «Roots Mural Theme»                              | Трек                           | Номинация |
| 1978   | Лучшая инструментальная композиция                                                                  | «Roots Mural Theme»                              | Трек                           | Номинация |
| 1979   | Лучшая инструментальная аранжировка                                                                 | «The Wiz Main Title (Overture, Part I)»          | Трек                           | Победа    |
| 1980   | Продюсер года (неклассический)                                                                      | Продюсер года (неклассический)                   | Продюсер года (неклассический) | Номинация |
| 1981   | Продюсер года (неклассический)                                                                      | Продюсер года (неклассический)                   | Продюсер года (неклассический) | Номинация |
| 1981   | Лучшая инструментальная аранжировка                                                                 | «Dinorah, Dinorah»                               | Трек                           | Победа    |
| 1982   | Альбом года                                                                                         | The Dude                                         | Альбом                         | Номинация |
| 1982   | Лучшее вокальное R&B-исполнение дуэтом или группой                                                  | The Dude                                         | Альбом                         | Победа    |
| 1982   | Лучшая инструментальная аранжировка в сопровождении вокалиста(ов)                                   | «Ai No Corrida»                                  | Трек                           | Победа    |
| 1982   | Лучшая инструментальная аранжировка                                                                 | «Velas»                                          | Трек                           | Номинация |
| 1982   | Лучшее инструментальное поп-исполнение                                                              | «Velas»                                          | Трек                           | Номинация |
| 1982   | Продюсер года (неклассический)                                                                      | Продюсер года (неклассический)                   | Продюсер года (неклассический) | Победа    |
| 1983   | Продюсер года (неклассический)                                                                      | Продюсер года (неклассический)                   | Продюсер года (неклассический) | Номинация |
| 1984   | Альбом года                                                                                         | Thriller                                         | Альбом                         | Победа    |
| 1984   | Запись года                                                                                         | «Beat It»                                        | Сингл                          | Победа    |
| 1984   | Лучшая R&B-песня                                                                                    | «P.Y.T. (Pretty Young Thing)»                    | Сингл                          | Номинация |
| 1984   | Лучший альбом для детей                                                                             | E.T. The Extra-Terrestrial                       | Альбом                         | Победа    |
| 1984   | Продюсер года (неклассический)                                                                      | Продюсер года (неклассический)                   | Продюсер года (неклассический) | Победа    |
| 1985   | Лучшая инструментальная аранжировка                                                                 | «Grace (Gymnastics Theme)»                       | Трек                           | Победа    |
| 1985   | Лучшая R&B-песня                                                                                    | «Yah Mo B There»                                 | Сингл                          | Номинация |
| 1986   | Альбом года                                                                                         | We Are the World                                 | Альбом                         | Победа    |
| 1986   | Запись года                                                                                         | «We Are the World»                               | Сингл                          | Победа    |
| 1988   | Альбом года                                                                                         | Bad                                              | Альбом                         | Номинация |
| 1988   | Продюсер года (неклассический)                                                                      | Продюсер года (неклассический)                   | Продюсер года (неклассический) | Номинация |
| 1990   | Альбом года                                                                                         | Back on the Block                                | Альбом                         | Победа    |
| 1990   | Лучшая инструментальная аранжировка                                                                 | «Birdland»                                       | Трек                           | Победа    |
| 1990   | Лучшее совместное джаз-исполнение                                                                   | «Birdland»                                       | Трек                           | Победа    |
| 1990   | Лучшая инструментальная аранжировка в сопровождении вокалиста(ов)                                   | «The Places You Find Love»                       | Трек                           | Победа    |
| 1990   | Лучшее рэп-исполнение дуэтом или группой                                                            | «Back on the Block»                              | Трек                           | Победа    |
| 1990   | Лучшее инструментальное поп-исполнение                                                              | «Setembro (Brazilian Wedding Song)»              | Трек                           | Номинация |
| 1990   | Продюсер года (неклассический)                                                                      | Продюсер года (неклассический)                   | Продюсер года (неклассический) | Победа    |
| 1994   | Лучший альбом большого джазового ансамбля                                                           | Miles & Quincy Live at Montreux                  | Альбом                         | Победа    |
| 1994   | Лучшее длинное музыкальное видео                                                                    | Miles & Quincy Live at Montreux                  | Альбом                         | Номинация |
| 1997   | Лучшая инструментальная аранжировка в сопровождении вокалиста(ов)                                   | «Do Nothin’ Till You Hear from Me»               | Трек                           | Номинация |
| 2002   | Лучший разговорный альбом                                                                           | Q: The Autobiography of Quincy Jones             | Альбом                         | Победа    |

[^] Ссылки ведут на статьи о церемониях вручения «Грэмми» за соответствующий год.

### Специальные награды «Грэмми»
| Год  | Категория             | Результат |
| ---- | --------------------- | --------- |
| 1989 | Grammy Trustees Award | Награда   |
| 1992 | Grammy Legend Award   | Награда   |

### «Золотой глобус»
Куинси Джонс номинировался на премию «Золотой глобус» 5 раз с 1970 по 1986 год.
| Год  | Номинированная работа | Категория                     | Результат |
| ---- | --------------------- | ----------------------------- | --------- |
| 1970 | «Цветок кактуса»      | Лучшая оригинальная песня     | Номинация |
| 1972 | «Хонки»               | Лучшая оригинальная песня     | Номинация |
| 1973 | «Побег»               | Лучший оригинальный саундтрек | Номинация |
| 1986 | «Цветы лиловые полей» | Лучший оригинальный саундтрек | Номинация |
| 1986 | «Цветы лиловые полей» | Лучший фильм (драма)          | Номинация |

### «Оскар»
Куинси Джонс был номинирован на «Оскар» семь конкурентных раз и получил две специальные премии: Награду имени Джина Хершолта в 1995 году и Почётный «Оскар» за выдающиеся заслуги в кинематографе в 2024 году (посмертно).
| Год[≡] | Категория                                            | Номинированная работа                                      | Результат | Пр.    |
| ------ | ---------------------------------------------------- | ---------------------------------------------------------- | --------- | ------ |
| 1968   | Лучшая музыка                                        | «Хладнокровное убийство»                                   | Номинация | [ 26 ] |
| 1968   | Лучшая песня                                         | «The Eyes of Love» из к/ф «Отстранение»                    | Номинация | [ 26 ] |
| 1969   | Лучшая песня                                         | «For Love of Ivy» из к/ф «Ради любви к Айви»               | Номинация | [ 27 ] |
| 1979   | Лучшая музыка: Адаптация партитуры                   | «Виз»                                                      | Номинация | [ 28 ] |
| 1986   | Лучший фильм года                                    | «Цветы лиловые полей»                                      | Номинация | [ 29 ] |
| 1986   | Лучшая музыка                                        | «Цветы лиловые полей»                                      | Номинация | [ 29 ] |
| 1986   | Лучшая песня                                         | «Miss Celie’s Blues (Sister)» из к/ф «Цветы лиловые полей» | Номинация | [ 29 ] |
| 1995   | Награда имени Джина Хершолта                         | N/A                                                        | Награда   | [ 30 ] |
| 2024   | Премия «Оскар» за выдающиеся заслуги в кинематографе | N/A                                                        | Награда   | [ 31 ] |

[^] Ссылки ведут на статьи о церемониях вручения премий «Оскар» за соответствующий год.

### Шанхайский кинофестиваль
Во время крупнейшего кинофестиваля Китая в 2009 году Куинси Джонс получил награду за «Достижения всей жизни».
| Год  | Категория                  | Результат |
| ---- | -------------------------- | --------- |
| 2009 | Lifetime Achievement Award | Награда   |

### «Эмми»
В 1977 году Джонс получил награду «Эмми» за работу над телесериалом «Корни». В общей сложности он номинировался на данную премию 4 раза.
| Год  | Номинированная работа                       | Категория                                    | Результат |
| ---- | ------------------------------------------- | -------------------------------------------- | --------- |
| 1970 | «Шоу Билла Косби»                           | Outstanding Achievement in Music Composition | Номинация |
| 1977 | «Корни»                                     | Outstanding Achievement in Music Composition | Победа    |
| 1995 | The History of Rock ’N’ Roll, Vol. 9        | Outstanding Informational Series             | Номинация |
| 1996 | 68-я церемония вручения премии «Оскар» (ТВ) | Outstanding Variety, Music or Comedy Special | Номинация |

### ASCAP
ASCAP — Американское общество композиторов, авторов и издателей дважды присуждало премии Куинси Джонсу (одна из них — специальная премия имени Генри Манчини).
| Год  | Номинированная работа | Категория           | Результат |
| ---- | --------------------- | ------------------- | --------- |
| 1987 | «Цветы лиловые полей» | ASCAP Award         | Победа    |
| 1999 | —                     | Henry Mancini Award | Победа    |

### BET Awards
Премия BET Awards учреждена Black Entertainment TV в 2001 году для поддержки чернокожих граждан США. Присуждается за достижения в области музыки, спорта и кино, а также в некоторых других номинациях. Куинси Джонс удостоился почётной премии BET за благотворительную деятельность.
| Год  | Категория          | Результат |
| ---- | ------------------ | --------- |
| 2008 | Humanitarian Award | Победа    |

### Black Movie Awards
Black Movie Awards — премия, вручаемая деятелям кинематографа с афроамериканскими корнями. Куинси Джонс был номинирован один раз.
| Год  | Номинированная работа  | Категория            | Результат |
| ---- | ---------------------- | -------------------- | --------- |
| 2005 | «Их глаза видели Бога» | Выдающийся телефильм | Номинация |

### Black Reel Awards
Black Reel Awards — ежегодная премия, учреждённая в 2000 году. Присуждается чернокожим деятелям кинематографа и телевидения. Куинси Джонс был номинирован один раз.
| Год  | Номинированная работа  | Категория        | Результат |
| ---- | ---------------------- | ---------------- | --------- |
| 2006 | «Их глаза видели Бога» | Лучший телефильм | Номинация |

### Image Awards
Image Award — премия, присуждаемая Национальной ассоциацией содействия прогрессу цветного населения. Награды NAACP вручаются ежегодно с 1967 года за достижения в области музыки, кино и телевидения. В 1996 году по версии NAACP Куинси Джонс стал артистом года.
| Год  | Номинант     | Категория   | Результат |
| ---- | ------------ | ----------- | --------- |
| 1996 | Куинси Джонс | Артист года | Победа    |

### Laurel Awards
Laurel awards — награда, учреждённая журналом Motion Picture Exhibitor для деятелей киноиндустрии. Вручалась в 1958—1968 и 1970—1971 годах. Куинси Джонс был номинирован один раз.
| Год  | Номинированная работа         | Категория     | Результат |
| ---- | ----------------------------- | ------------- | --------- |
| 1970 | к/ф «Боб и Кэрол, Тед и Элис» | Лучшая музыка | Номинация |

### PGA Oscar Micheaux Award
Премия имени американского режиссёра и продюсера Оскара Мишо присуждается за выдающиеся заслуги в кинематографе. Куинси Джонс удостоился данной награды в 1999 году.
| Год  | Категория            | Результат |
| ---- | -------------------- | --------- |
| 1999 | Oscar Micheaux Award | Победа    |

### Women in Film Awards
Women in Film Awards — премия, вручаемая женщинам, внёсшим большой вклад в развитие киноиндустрии. Помимо чисто «женских» номинаций существуют универсальные, в частности, The Norma Zarky Humanitarian Award — награда за благотворительную деятельность, полученная Куинси Джонсом в 1986 году.
| Год  | Категория                          | Результат |
| ---- | ---------------------------------- | --------- |
| 1986 | The Norma Zarky Humanitarian Award | Победа    |